# Kirkjugólf
Kirkjugólf (Terra d'església en islandès) és un monument natural que consisteix en un camí natural de columnes basàltiques soterrades i erosionades per les glaceres de tal forma que només es poden veure els caps i, com indica el seu nom, tenen l'aparença del terra enrajolat d'una església. El conjunt es troba uns 400 metres al nord-est de Kirkjubæjarklaustur, a la regió de Suðurland.
Té una extensió d'aproximadament 80 m² de columnes de basalt, que les glaceres i les onades han erosionat i donat forma. Mai no hi ha hagut cap església però el terra fa pensar que és feta per l'home. Les columnes de basalt es formen quan el flux de lava es refreda i les forces de contracció fan que s'acumuli. Les esquerdes es formen horitzontalment i la xarxa de fractures s'estén, formant columnes de sis costats. Kirkjugólf és un monument natural protegit. Tot i que, en general, les columnes són hexagonals, hi ha variacions. Tradicionalment, les columnes de basalt han estat font d'inspiració pel islandesos, i molts d'ells han usat la seva forma en obres d'art.
El nom de Kirkjugólf fa pensar que hi va haver, en algun moment, una església, i molts ho associen als contes dels ermitans irlandesos i la seva estada a la zona abans de l'establiment d'Islàndia. Tot i això, no hi ha constància que hi hagi hagut mai cap església o cap altra estructura. La textura i l'aparença de la roca s'ha anat fent suau i regular al llarg dels anys sense intervenció humana. Kirkjugólf és l'arquetipus de base sobre la qual es troben els guardians de l'illa (anomenats landvættir en islandès) a l'escut d'Islàndia.

## Galeria

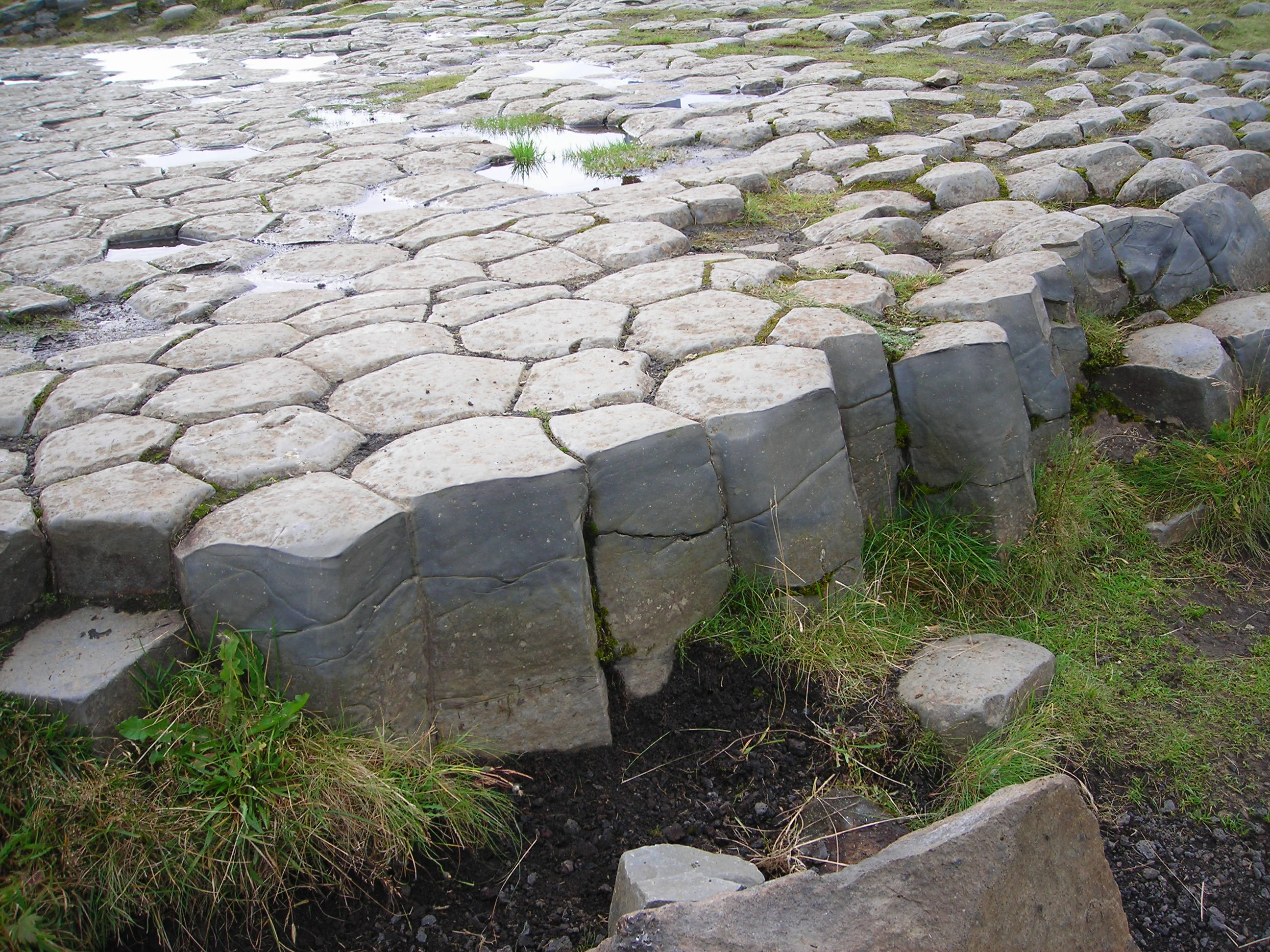
Vista lateral
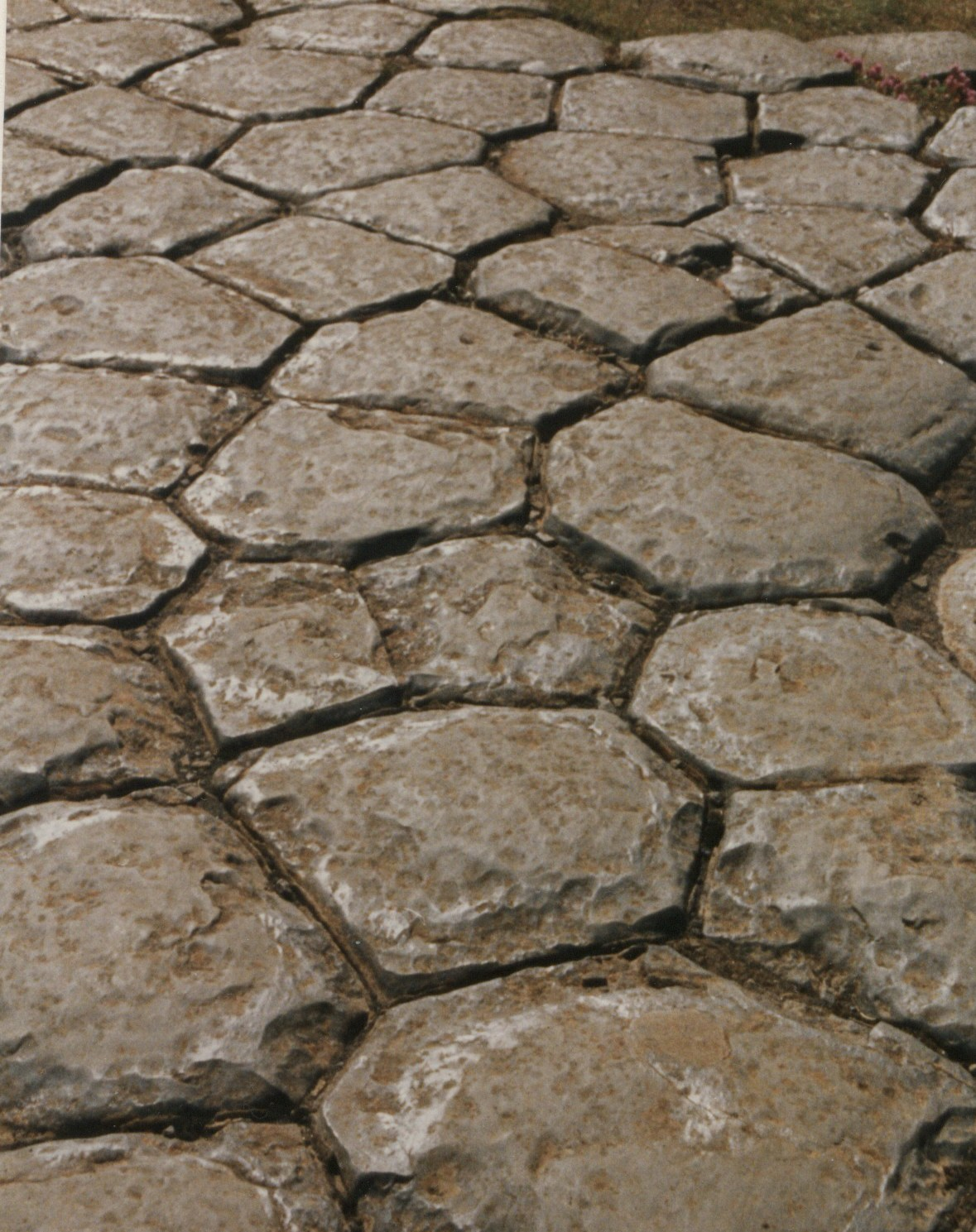
Detall
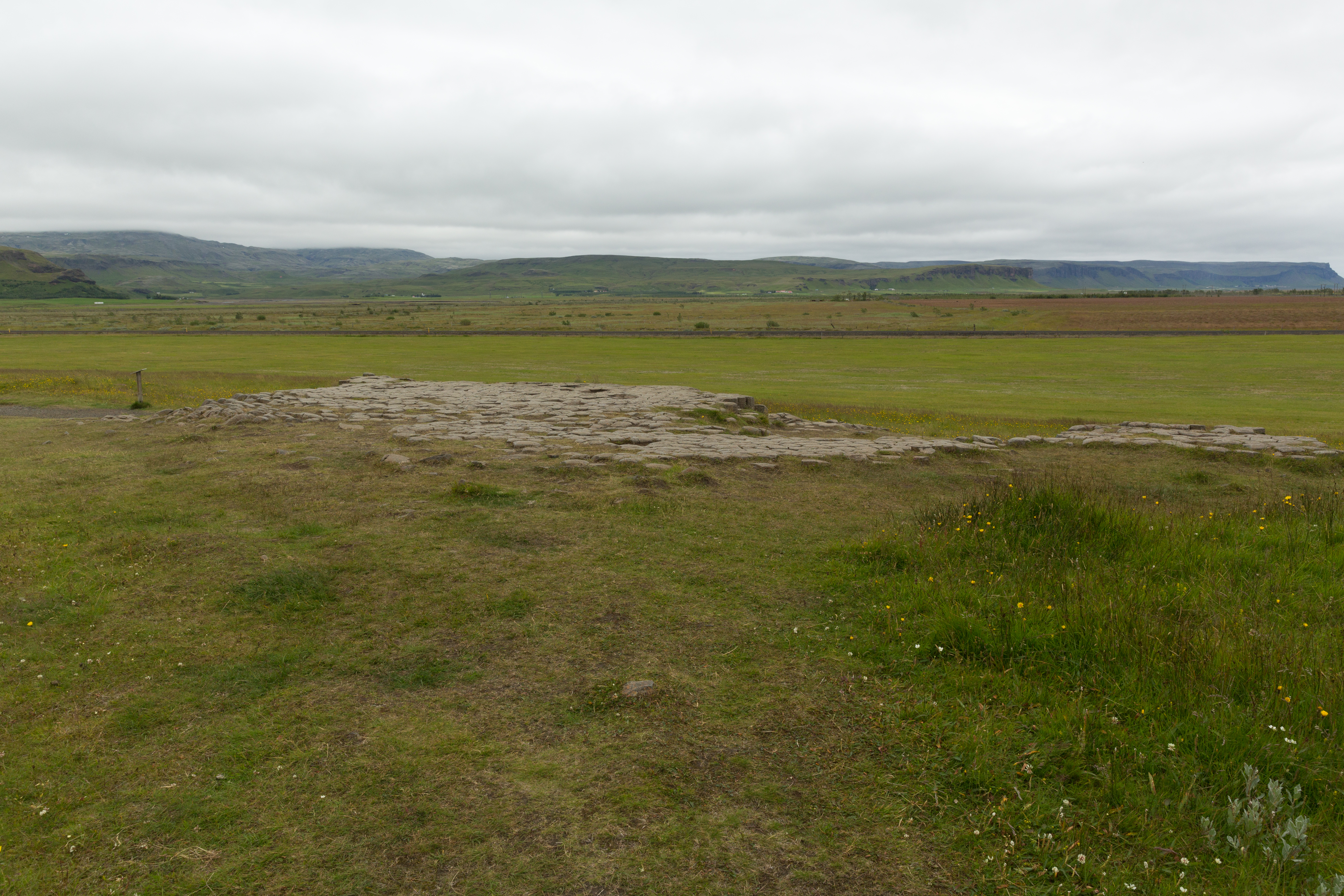
Kirkjugólf vist des de lluny